# 岳池県
岳池県（がくち-けん）は中華人民共和国四川省広安市に位置する県。

## 地理
大高灘ダムと翠湖 (岳池)（中文別名 響水灘水庫 (響水灘ダム)）は、154号県道を挟んでダムがある。また、全民ダムは、西渓河を通じて金沙江に流れ長江へ合流する。

## 行政区画
- 街道:九竜街道、朝陽街道
- 鎮:花園鎮、坪灘鎮、竜孔鎮、鎮裕鎮、白廟鎮、酉渓鎮、同興鎮、興隆鎮、秦渓鎮、顧県鎮、苟角鎮、天平鎮、石埡鎮、喬家鎮、羅渡鎮、裕民鎮、中和鎮、新場鎮、普安鎮、臨渓鎮、伏竜鎮、斉福鎮、西板鎮
- 郷:黄竜郷、魚峰郷

## 交通

### 鉄道
- 蘭渝線南高支線
  - 岳池駅

### 道路
- 高速道路
  -  滬蓉高速道路
  -  蘭海高速道路
  -  銀昆高速道路
  -  広瀘高速道路（中国語版）
- 国道
  - G244国道（中国語版）
  - G350国道（中国語版）
- 省道
  -  203省道
- 県道
  - 152号県道
  - 154号県道

## 健康・医療・衛生
- 岳池県人民医院
- 岳池県康復医院
- 岳池県婦幼保健站
- 広安市中心血站